# Wizard Bible事件
Wizard Bible事件（ウィザード・バイブルじけん）とは、ウェブサイト「Wizard Bible」の管理者がウイルスのプログラムを公開したとして2018年3月に略式起訴されて罰金刑を受け、同年4月にサイトを閉鎖させられた事件である。
近い時期にあったCoinhive事件やアラートループ事件（無限アラート事件）とともに不正指令電磁的記録に関する罪の「適用範囲の曖昧さ」が懸念された。

## 概要
ウェブサイト「Wizard Bible」は情報セキュリティやハッキングなどに関する技術情報を提供し、管理者をはじめ、エンジニア、研究者ら複数が投稿していた。
2017年6月20日、同サイトに投稿していた少年が不正アクセス禁止法違反の疑いで逮捕され、7月11日に処分保留となったが、同日不正指令電磁的記録作成の疑いで再逮捕された。
少年が「Wizard Bible」に投稿した記事が問題とされ、管理者は2018年3月にウイルスのプログラムを公開したとして不正指令電磁的記録提供の罪で検察から略式起訴され罰金50万円の略式命令を受けた。
サイトの存続について管理者は警察とは問題の記事の削除という妥協点を見出していたが、検察は存続案を一蹴し、閉鎖しなければならなくなったとした。
管理者は2018年に「パソコンが押収されて仕事に支障が出たことなどから、早く終わらせたいと罰金50万円を納め、ことし4月にサイトを閉鎖した」と述べた。

## 問題の検証
問題とされたのは「トロイの木馬型マルウェアについて」という解説記事とされ、単なるsocket通信プログラムに実行機能を付けただけのものであった。立命館大学教授の上原哲太郎ら複数の研究者が検証し、実際はサーバーの遠隔管理等に使う一般的な機能であり、同じようなプログラムは入門書などにも載っていて専門知識がないと悪用は難しく、ウイルスとして摘発されたことに疑問や戸惑いの声が上がった。
上原は「サイバーセキュリティーの研究では、攻撃手法などの情報共有は非常に重要で、こうしたことが続くと研究の萎縮を招くおそれがある」と指摘した。